# Tauchira damingshana
Tauchira damingshana är en insektsart som beskrevs av Zheng, Z. 1984. Tauchira damingshana ingår i släktet Tauchira och familjen gräshoppor. Inga underarter finns listade i Catalogue of Life.